# Constantin C. Nottara
Constantin C. Nottara (Bucarest, 14 ottobre 1890 – Bucarest, 16 ottobre 1951) è stato un violinista, compositore e critico musicale rumeno.

## Biografia
Figlio di Constantin I. Nottara e Eleonora, entrambi attori, nacque in una sua famiglia di antiche origini bisantino-greche, in cui uno degli antenati, Hrisant Nottara, patriarca a Gerusalemme nel XVIIIesimo secolo, fu il precettore del figli del domnitor Nicolae Mavrocordat.
Sposò Ana, che fino alla sua morte nel 1981, curò la casa natale divenuta museo. 
Iniziò gli studi al Collegio "Sfântul Sava" di Bucarest e in concomitanza, seguì i corsi del Conservatorio di musica e declamazione. Qui, dal 1900 al 1907, studiò teoria e solfeggio sotto la guida di D. G. Kiriac, armonia e composizione con Alfonso Castaldi e violino con Robert Klenck. Nel 1907, a soli 17 anni partì per Parigi dove prese lezioni di violino da George Enescu e Henri Berthelier. Tra lui e Enescu, più grande di lui di soli 10 anni, nacque una bella amicizia testimoniata dalle fotografie e degli spartiti con dedica che si trovano nella collezione del museo memoriale "C. I. și C. C. Nottara" a Bucarest.
Dal 1909 al 1913, Nottara studiò con K. Klinger, Schazenholz, Kirschberg e Kleffel alla Konigliche Akademie der Kunstler di Berlino, uno dei principali centri musicali all'inizio del XXesimo secolo.
Nel 1914 diventò primo violinista dell'orchestra di Charlottenburg, mentre nel 1918, ritornato nel paese di origine, suonò il violino con la filarmonica di Bucarest e insegnò al Conservatorio. Nel 1929 dette vita all'orchestra del municipio Bucarest che diresse fino al 1933, quando abbandonò per dirigere l'orchestra della Radiodifusione rumena.
Nel 1924 assieme a George Enacovici, Vasile Popovici e George Cocea, sotto l'alto patrocinio della regina, pone le basi del primo quartetto di musica di camera, intitolato Regina Maria. È inoltre uno dei fondatori, nel 1920, della Società dei compositori rumeni (Societatea Compozitorilor Români) presieduta da George Enescu e diventata Unione dei compositori di Romania (Uniunea Compozitorilor din România) nel 1949.
Fu anche critico musicale, scrivendo articoli sui giornali e sulle riviste dell'epoca: Dimineața, Muzica, Curentul Literar, Universul, Zeitschrift fur Muzik (Lipsia).
Una sua collezione di oltre 4500 libri, spartiti e suoi articoli o articoli scritti su di lui viene custodita all'interno della casa natale, diventata museo memoriale, che la moglie Ana donò alla municipalità cittadina.
Come compositore vinse il secondo posto per il premio „George Enescu” nel 1931, il Palmes Académiques in Francia nel 1926 e il premio „Robert Cremer” nel 1932.

## Opere
Scrisse un repertorio vasto, dalle opere sinfoniche alla musica corale, i lied, la musica di teatro, opera e balletto.
Musica di teatro, opera e balletto
- Polyeucte
- Iris, dramma (1931)
- Hecuba
- Saudades de Portugal (1932)
- La drumul mare, opera (1934)
- Cu dragostea nu se glumește, opera comica (1941)
- Ovidiu, opera (1941–43, incompiuta - completata da W. Berger)
- Se face ziuă, opera (1943)

Musica orchestrale
- 3 suite per l'orchestra: No. 1 (1918), No. 2 (1930) e No. 3 (1932)
- Impresii din Cehoslovacia (1919)
- Poem pentri vioară și orchestră. (1920)
- Schița simfonică olteană (1943)
- Variatiuni pe un cîntec popular bihorean (1943)
- Imnul păcii (1947)
- Poemul pentru pace (1948)
- Împărat și Proletar
- Concertul pentru vioară în re minor (1951)

Musica da camera
- 2 sonate per violino (1914, 1949)
- Suită românescă per violino e pianoforte (1945)
- Suită per pianoforte, violino e violoncello (1949)
- Suită in stil românesc per violoncello e pianoforte (1949)
- Nonet (1950)
- Rapsodie olteană (1943)
- Sonata (1947)
- 6 Studii per viola sola

Musica corale
- Mircea și Baiazid per baritono e orchestra (1931)